# Cophixalus humicola
Cophixalus humicola es una especie de anfibio anuro de la familia Microhylidae.

## Distribución geográfica
Esta especie es endémica de la isla de Yapen en la provincia de Nueva Guinea occidental en Indonesia. Habita entre los 500 y 1150 m de altitud en las montañas Amoman y Waira.

## Publicación original
- Günther, 2006 : Two new tiny Cophixalus species with reduced thumbs from the west of New Guinea. Herpetozoa, vol. 19, p. 59-75.[6]